# Championnat de France de football 2015-2016
Navigation
Ligue 1 2014-2015 Ligue 1 2016-2017
La saison 2015-2016 de Ligue 1 est la 78e édition du championnat de France de football et la quatorzième sous l'appellation « Ligue 1 ».
La saison débute le 7 août 2015 et se termine le 14 mai 2016.
Elle voit le Paris Saint-Germain être sacré champion pour la quatrième année consécutive, et la sixième fois de son histoire.

## Participants
Les 17 premiers du Championnat de France de football 2014-2015 ainsi que les trois premiers de la Ligue 2 2014-2015 participent à la compétition.
| \| Paris SG AS Monaco AS Saint-Étienne Olympique lyonnais Olympique de · Marseille FC Girondins de Bordeaux Montpellier HSC Lille OSC FC Lorient Toulouse FC SC Bastia SM Caen Stade de Reims Stade rennais FC EA Guingamp FC Nantes OGC Nice ES Troyes AC GFC Ajaccio Angers SCO \| Localisation des clubs engagés dans le championnat. |
| Paris SG AS Monaco AS Saint-Étienne Olympique lyonnais Olympique de · Marseille FC Girondins de Bordeaux Montpellier HSC Lille OSC FC Lorient Toulouse FC SC Bastia SM Caen Stade de Reims Stade rennais FC EA Guingamp FC Nantes OGC Nice ES Troyes AC GFC Ajaccio Angers SCO                                                           |

| Club                   | Dernière montée | Budget en M€ | Classement 2014-2015 | Entraîneur                                                                  | Depuis         | Stade                                    | Capacité théorique | Nombre de saisons en Ligue 1 |
| ---------------------- | --------------- | ------------ | -------------------- | --------------------------------------------------------------------------- | -------------- | ---------------------------------------- | ------------------ | ---------------------------- |
| Paris SG               | 1974            | 542          | 1er                  | Laurent Blanc                                                               | 2013           | Parc des Princes                         | 48 527             | 42                           |
| Olympique lyonnais     | 1989            | 218          | 2e                   | Hubert Fournier Bruno Génésio                                               | 2014 2015      | Stade de Gerland Parc Olympique lyonnais | 42 591 59 186      | 56                           |
| AS Monaco              | 2013            | 77           | 3e                   | Leonardo Jardim                                                             | 2014           | Stade Louis-II                           | 18 523             | 56                           |
| Olympique de Marseille | 1996            | 111          | 4e                   | Marcelo Bielsa Míchel Franck Passi                                          | 2014 2015 2016 | Stade Vélodrome                          | 67 395             | 65                           |
| AS Saint-Étienne       | 2004            | 67           | 5e                   | Christophe Galtier                                                          | 2009           | Stade Geoffroy-Guichard                  | 41 965             | 62                           |
| Girondins de Bordeaux  | 1992            | 68           | 6e                   | Willy Sagnol Ulrich Ramé                                                    | 2014 2016      | Stade Matmut-Atlantique                  | 42 115             | 62                           |
| Montpellier HSC        | 2009            | 40           | 7e                   | Rolland Courbis Pascal Baills Bruno Martini Frédéric Hantz                  | 2013 2015 2016 | Stade de la Mosson                       | 32 950             | 23                           |
| Lille OSC              | 2000            | 57           | 8e                   | Hervé Renard Frédéric Antonetti                                             | 2015           | Stade Pierre-Mauroy                      | 50 157             | 55                           |
| Stade rennais FC       | 1994            | 47           | 9e                   | Philippe Montanier Rolland Courbis                                          | 2013 2016      | Roazhon Park                             | 29 778             | 58                           |
| EA Guingamp            | 2013            | 28           | 10e                  | Jocelyn Gourvennec                                                          | 2010           | Stade de Roudourou                       | 18 256             | 9                            |
| OGC Nice               | 2002            | 44           | 11e                  | Claude Puel                                                                 | 2012           | Allianz Riviera                          | 35 624             | 56                           |
| SC Bastia              | 2012            | 26           | 12e                  | Ghislain Printant François Ciccolini                                        | 2014 2015      | Stade Armand-Cesari                      | 17 000             | 33                           |
| SM Caen                | 2014            | 35           | 13e                  | Patrice Garande                                                             | 2012           | Stade Michel-d'Ornano                    | 21 250             | 14                           |
| FC Nantes              | 2013            | 35           | 14e                  | Michel Der Zakarian                                                         | 2012           | Stade de la Beaujoire                    | 38 004             | 48                           |
| Stade de Reims         | 2012            | 28           | 15e                  | Olivier Guégan David Guion                                                  | 2015 2016      | Stade Auguste-Delaune                    | 21 628             | 33                           |
| FC Lorient             | 2006            | 29           | 16e                  | Sylvain Ripoll                                                              | 2014           | Stade du Moustoir                        | 18 500             | 11                           |
| Toulouse FC            | 2003            | 30           | 17e                  | Dominique Arribagé Pascal Dupraz                                            | 2015 2016      | Stadium                                  | 33 500             | 28                           |
| ES Troyes AC           | 2015            | 21           | 1er (Ligue 2)        | Jean-Marc Furlan Claude Robin Mohamed Bradja Michel Padovani Olivier Tingry | 2010 2015 2016 | Stade de l'Aube                          | 20 400             | 15                           |
| GFC Ajaccio            | 2015            | 13           | 2e (Ligue 2)         | Thierry Laurey                                                              | 2013           | Stade Ange-Casanova                      | 3 200              | 0                            |
| Angers SCO             | 2015            | 29           | 3e (Ligue 2)         | Stéphane Moulin                                                             | 2011           | Stade Jean-Bouin                         | 18 000             | 23                           |

Légende des couleurs
- Phase de groupes de la Ligue des champions 2015-2016
- Troisième tour de qualification de la Ligue des champions 2015-2016
- Phase de groupes de la Ligue Europa 2015-2016
- Troisième tour de qualification de la Ligue Europa 2015-2016
- Promu de Ligue 2 2014-2015

## Compétition

### Classement
Le classement est calculé avec le barème de points suivant : une victoire vaut trois points, le match nul un. La défaite ne rapporte aucun point.
Critères de départage :
1. plus grand nombre de points ;
2. plus grande différence de buts générale ;
3. plus grand nombre de buts marqués ;
4. plus grande différence de buts particulière ;
5. meilleure place au Challenge du fair-play (1 point par joueur averti, 3 points par joueur exclu)

Le titre du Paris Saint-Germain est assuré dès le 13 mars 2016, à l'occasion d'une victoire à Troyes lors de la 30e journée. Il s'agit là du deuxième titre acquis par le club parisien cette saison, après le trophée des champions remporté en début de saison.
Source : Classement officiel sur le site de la LFP.
| Rang | Équipe                      | Pts | J  | G  | N  | P  | Bp  | Bc | Diff |
| ---- | --------------------------- | --- | -- | -- | -- | -- | --- | -- | ---- |
| 1    | Paris Saint-Germain T S L C | 96  | 38 | 30 | 6  | 2  | 102 | 19 | +83  |
| 2    | Olympique lyonnais          | 65  | 38 | 19 | 8  | 11 | 67  | 43 | +24  |
| 3    | AS Monaco                   | 65  | 38 | 17 | 14 | 7  | 57  | 50 | +7   |
| 4    | OGC Nice                    | 63  | 38 | 18 | 9  | 11 | 58  | 41 | +17  |
| 5    | Lille OSC                   | 60  | 38 | 15 | 15 | 8  | 39  | 27 | +12  |
| 6    | AS Saint-Étienne            | 58  | 38 | 17 | 7  | 14 | 42  | 37 | +5   |
| 7    | SM Caen                     | 54  | 38 | 16 | 6  | 16 | 39  | 52 | -13  |
| 8    | Stade rennais FC            | 52  | 38 | 13 | 13 | 12 | 52  | 54 | -2   |
| 9    | Angers SCO P                | 50  | 38 | 13 | 11 | 14 | 40  | 38 | +2   |
| 10   | SC Bastia                   | 50  | 38 | 14 | 8  | 16 | 36  | 42 | -6   |
| 11   | Girondins de Bordeaux       | 50  | 38 | 12 | 14 | 12 | 50  | 57 | -7   |
| 12   | Montpellier HSC             | 49  | 38 | 14 | 7  | 17 | 49  | 47 | +2   |
| 13   | Olympique de Marseille      | 48  | 38 | 10 | 18 | 10 | 48  | 42 | +6   |
| 14   | FC Nantes                   | 48  | 38 | 12 | 12 | 14 | 33  | 44 | -11  |
| 15   | FC Lorient                  | 46  | 38 | 11 | 13 | 14 | 47  | 58 | -11  |
| 16   | EA Guingamp                 | 44  | 38 | 11 | 11 | 16 | 47  | 56 | -9   |
| 17   | Toulouse FC                 | 40  | 38 | 9  | 13 | 16 | 45  | 55 | -10  |
| 18   | Stade de Reims              | 39  | 38 | 10 | 9  | 19 | 44  | 57 | -13  |
| 19   | GFC Ajaccio P               | 37  | 38 | 8  | 13 | 17 | 37  | 58 | -21  |
| 20   | ES Troyes AC P              | 18  | 38 | 3  | 9  | 26 | 28  | 83 | -55  |

Qualifications européennes
Ligue des champions 2016-2017
- 1er et 2e du championnat : phase de groupes
- 3e du championnat : troisième tour pour non-champions

Ligue Europa 2016-2017
- 4e : phase de groupes
- 5e et 6e : troisième tour de qualification

Relégation en Ligue 2 2016-2017
- 18e, 19e et 20e du championnat

Abréviations
- T : Tenant du titre
- C : Vainqueur de la Coupe de France 2016
- L : Vainqueur de la Coupe de la Ligue 2016
- S : Vainqueur du Trophée des champions 2015
- P : Promus de Ligue 2 2014-2015

### Matchs
| Résultats (▼dom., ►ext.)                                   | GFCA | SCO | SCB | GDB | SMC | EAG | LOSC | FCL | OL  | OM  | ASM | MHSC | FCN | OGCN | PSG | SDR | SRFC | ASSE | TFC | ESTAC |
| GFC Ajaccio                                                |      | 0-2 | 3-2 | 2-0 | 1-0 | 0-0 | 2-4  | 1-1 | 2-1 | 1-1 | 0-1 | 0-4  | 1-1 | 3-1  | 0-4 | 2-2 | 1-1  | 0-2  | 2-2 | 2-3   |
| Angers SCO                                                 | 0-0  |     | 1-0 | 1-1 | 2-0 | 0-0 | 2-0  | 5-1 | 0-3 | 0-1 | 3-0 | 2-3  | 0-0 | 1-1  | 0-0 | 0-0 | 0-2  | 0-0  | 2-3 | 1-0   |
| SC Bastia                                                  | 1-2  | 1-0 |     | 1-0 | 1-0 | 3-0 | 1-2  | 0-0 | 1-0 | 2-1 | 1-2 | 1-0  | 0-0 | 1-3  | 0-2 | 2-0 | 2-1  | 0-1  | 3-0 | 2-0   |
| Girondins de Bordeaux                                      | 1-1  | 1-3 | 1-1 |     | 1-4 | 1-0 | 1-0  | 3-0 | 3-1 | 1-1 | 3-1 | 0-0  | 2-1 | 0-0  | 1-1 | 1-2 | 4-0  | 1-4  | 1-1 | 1-0   |
| SM Caen                                                    | 2-0  | 0-0 | 0-0 | 1-0 |     | 2-1 | 1-2  | 1-2 | 0-4 | 1-3 | 2-2 | 2-1  | 0-2 | 2-0  | 0-3 | 0-2 | 1-0  | 1-0  | 1-0 | 2-1   |
| EA Guingamp                                                | 2-1  | 2-2 | 1-0 | 2-4 | 1-1 |     | 1-1  | 2-2 | 0-1 | 2-0 | 3-3 | 2-2  | 2-2 | 2-3  | 0-2 | 1-2 | 0-2  | 2-0  | 2-0 | 4-0   |
| Lille OSC                                                  | 1-0  | 0-0 | 1-1 | 0-0 | 1-0 | 0-0 |      | 3-0 | 1-0 | 1-2 | 4-1 | 2-0  | 0-1 | 1-1  | 0-1 | 2-0 | 1-1  | 1-0  | 1-0 | 1-3   |
| FC Lorient                                                 | 1-0  | 3-1 | 1-1 | 3-2 | 2-0 | 4-3 | 0-1  |     | 1-3 | 1-1 | 0-2 | 1-1  | 0-0 | 0-0  | 1-2 | 2-0 | 1-1  | 0-1  | 1-1 | 4-1   |
| Olympique lyonnais                                         | 2-1  | 0-2 | 2-0 | 3-0 | 4-1 | 5-1 | 0-0  | 0-0 |     | 1-1 | 6-1 | 2-4  | 2-0 | 1-1  | 2-1 | 1-0 | 1-2  | 3-0  | 3-0 | 4-1   |
| Olympique de Marseille                                     | 1-1  | 1-2 | 4-1 | 0-0 | 0-1 | 0-0 | 1-1  | 1-1 | 1-1 |     | 3-3 | 2-2  | 1-1 | 0-1  | 1-2 | 1-0 | 2-5  | 1-1  | 1-1 | 6-0   |
| AS Monaco                                                  | 2-2  | 1-0 | 2-0 | 1-2 | 1-1 | 3-2 | 0-0  | 2-3 | 1-1 | 2-1 |     | 2-0  | 1-0 | 1-0  | 0-3 | 2-2 | 1-1  | 1-0  | 4-0 | 3-1   |
| Montpellier HSC                                            | 0-2  | 0-2 | 2-0 | 0-1 | 1-2 | 2-1 | 3-0  | 2-1 | 0-2 | 0-1 | 2-3 |      | 2-1 | 0-2  | 0-1 | 3-1 | 2-0  | 1-2  | 2-0 | 4-1   |
| FC Nantes                                                  | 3-1  | 2-0 | 0-0 | 2-2 | 1-2 | 1-0 | 0-3  | 2-1 | 0-0 | 0-1 | 0-0 | 0-2  |     | 1-0  | 1-4 | 1-0 | 0-2  | 2-1  | 1-1 | 3-0   |
| OGC Nice                                                   | 3-0  | 2-1 | 0-2 | 6-1 | 2-1 | 0-1 | 0-0  | 2-1 | 3-0 | 1-1 | 1-2 | 1-0  | 1-2 |      | 0-3 | 2-0 | 3-0  | 2-0  | 1-0 | 2-1   |
| Paris Saint-Germain                                        | 2-0  | 5-1 | 2-0 | 2-2 | 6-0 | 3-0 | 0-0  | 3-1 | 5-1 | 2-1 | 0-2 | 0-0  | 4-0 | 4-1  |     | 4-1 | 4-0  | 4-1  | 5-0 | 4-1   |
| Stade de Reims                                             | 1-2  | 2-1 | 0-1 | 4-1 | 0-1 | 0-1 | 1-0  | 4-1 | 4-1 | 1-0 | 0-1 | 2-3  | 2-1 | 1-1  | 1-1 |     | 2-2  | 1-1  | 1-3 | 1-1   |
| Stade rennais                                              | 1-0  | 1-0 | 1-2 | 2-2 | 1-1 | 0-3 | 1-1  | 2-2 | 2-2 | 0-1 | 1-1 | 1-0  | 4-1 | 1-4  | 0-1 | 3-1 |      | 0-1  | 3-1 | 1-1   |
| AS Saint-Étienne                                           | 2-0  | 1-0 | 2-1 | 1-1 | 1-2 | 3-0 | 0-1  | 2-0 | 1-0 | 0-2 | 1-1 | 3-0  | 2-0 | 1-4  | 0-2 | 3-0 | 1-1  |      | 0-0 | 1-0   |
| Toulouse FC                                                | 1-1  | 1-2 | 4-0 | 4-0 | 2-0 | 1-2 | 1-1  | 2-3 | 2-3 | 1-1 | 1-1 | 1-1  | 0-0 | 2-0  | 0-1 | 2-2 | 1-2  | 2-1  |     | 1-0   |
| ESTAC Troyes                                               | 0-0  | 0-1 | 1-1 | 2-4 | 1-3 | 0-1 | 1-1  | 0-1 | 0-1 | 1-1 | 0-0 | 0-0  | 0-1 | 3-3  | 0-9 | 2-1 | 2-4  | 0-1  | 0-3 |       |
| - Victoire à domicile - Match nul - Victoire à l'extérieur |      |     |     |     |     |     |      |     |     |     |     |      |     |      |     |     |      |      |     |       |

## Statistiques

### Domicile et extérieur
Source : Classement domicile et Classement extérieur sur LFP.fr.

| Rang | Équipe                 | Pts | J  | G  | N  | P  | Bp | Bc | Diff |
| ---- | ---------------------- | --- | -- | -- | -- | -- | -- | -- | ---- |
| 1    | Paris Saint-Germain    | 48  | 19 | 15 | 3  | 1  | 59 | 12 | +47  |
| 2    | Olympique lyonnais     | 40  | 19 | 12 | 4  | 3  | 42 | 16 | +26  |
| 3    | OGC Nice               | 38  | 19 | 12 | 2  | 5  | 32 | 16 | +16  |
| 4    | AS Monaco              | 36  | 19 | 10 | 6  | 3  | 30 | 19 | +11  |
| 5    | SC Bastia              | 35  | 19 | 11 | 2  | 6  | 23 | 14 | +9   |
| 6    | AS Saint-Étienne       | 34  | 19 | 10 | 4  | 5  | 25 | 15 | +10  |
| 7    | Lille OSC              | 33  | 19 | 9  | 6  | 4  | 21 | 11 | +10  |
| 8    | Girondins de Bordeaux  | 31  | 19 | 8  | 7  | 4  | 27 | 20 | +7   |
| 9    | SM Caen                | 30  | 19 | 9  | 3  | 7  | 19 | 23 | -4   |
| 10   | FC Nantes              | 29  | 19 | 8  | 5  | 6  | 20 | 20 | 0    |
| 11   | FC Lorient             | 28  | 19 | 7  | 7  | 5  | 26 | 21 | +5   |
| 12   | Montpellier HSC        | 27  | 19 | 9  | 0  | 10 | 26 | 23 | +3   |
| 13   | Stade de Reims         | 26  | 19 | 7  | 5  | 7  | 28 | 23 | +5   |
| 14   | Angers SCO             | 26  | 19 | 6  | 8  | 5  | 20 | 15 | +5   |
| 15   | Toulouse FC            | 25  | 19 | 6  | 7  | 6  | 29 | 21 | +8   |
| 16   | En Avant de Guingamp   | 25  | 19 | 6  | 7  | 6  | 31 | 28 | +3   |
| 17   | Stade rennais FC       | 25  | 19 | 6  | 7  | 6  | 25 | 25 | 0    |
| 18   | GFC Ajaccio            | 22  | 19 | 5  | 7  | 7  | 23 | 32 | -9   |
| 19   | Olympique de Marseille | 20  | 19 | 3  | 11 | 5  | 27 | 24 | +3   |
| 20   | ESTAC Troyes           | 10  | 19 | 1  | 7  | 11 | 13 | 36 | -23  |

| Rang | Équipe                 | Pts | J  | G  | N | P  | Bp | Bc | Diff |
| ---- | ---------------------- | --- | -- | -- | - | -- | -- | -- | ---- |
| 1    | Paris Saint-Germain    | 48  | 19 | 15 | 3 | 1  | 43 | 7  | +36  |
| 2    | AS Monaco              | 29  | 19 | 7  | 8 | 4  | 27 | 31 | -4   |
| 3    | Olympique de Marseille | 28  | 19 | 7  | 7 | 5  | 21 | 18 | +3   |
| 4    | Lille OSC              | 27  | 19 | 6  | 9 | 4  | 18 | 16 | +2   |
| 5    | Stade rennais FC       | 27  | 19 | 7  | 6 | 6  | 27 | 29 | -2   |
| 6    | OGC Nice               | 25  | 19 | 6  | 7 | 6  | 26 | 25 | +1   |
| 7    | Olympique lyonnais     | 25  | 19 | 7  | 4 | 8  | 25 | 27 | -2   |
| 8    | Angers SCO             | 24  | 19 | 7  | 3 | 9  | 20 | 23 | -3   |
| 9    | AS Saint-Étienne       | 24  | 19 | 7  | 3 | 9  | 17 | 22 | -5   |
| 10   | SM Caen                | 24  | 19 | 7  | 3 | 9  | 20 | 29 | -9   |
| 11   | Montpellier HSC        | 22  | 19 | 5  | 7 | 7  | 23 | 24 | -1   |
| 12   | FC Nantes              | 19  | 19 | 4  | 7 | 8  | 13 | 24 | -11  |
| 13   | En Avant de Guingamp   | 19  | 19 | 5  | 4 | 10 | 16 | 28 | -12  |
| 14   | Girondins de Bordeaux  | 19  | 19 | 4  | 7 | 8  | 23 | 37 | -14  |
| 15   | FC Lorient             | 18  | 19 | 4  | 6 | 9  | 21 | 37 | -16  |
| 16   | GFC Ajaccio            | 15  | 19 | 3  | 6 | 10 | 14 | 26 | -12  |
| 17   | SC Bastia              | 15  | 19 | 3  | 6 | 10 | 13 | 28 | -15  |
| 18   | Toulouse FC            | 15  | 19 | 3  | 6 | 10 | 16 | 34 | -18  |
| 19   | Stade de Reims         | 13  | 19 | 3  | 4 | 12 | 16 | 34 | -18  |
| 20   | ESTAC Troyes           | 8   | 19 | 2  | 2 | 15 | 15 | 47 | -32  |

### Évolution du classement
| Journées →    | 1  | 2  | 3  | 4  | 5  | 6  | 7  | 8  | 9  | 10 | 11 | 12 | 13 | 14 | 15 | 16 | 17 | 18 | 19 | 20 | 21 | 22 | 23 | 24 | 25 | 26 | 27 | 28 | 29 | 30 | 31 | 32 | 33 | 34 | 35 | 36 | 37 | 38 | En tête | Relégable |
| ------------- | -- | -- | -- | -- | -- | -- | -- | -- | -- | -- | -- | -- | -- | -- | -- | -- | -- | -- | -- | -- | -- | -- | -- | -- | -- | -- | -- | -- | -- | -- | -- | -- | -- | -- | -- | -- | -- | -- | ------- | --------- |
| GFC Ajaccio   | 12 | 17 | 18 | 20 | 20 | 20 | 19 | 20 | 20 | 20 | 19 | 18 | 18 | 16 | 16 | 13 | 15 | 16 | 12 | 14 | 13 | 13 | 16 | 17 | 17 | 18 | 18 | 18 | 18 | 18 | 18 | 18 | 18 | 18 | 17 | 17 | 18 | 19 |         | 22        |
| Angers        | 1  | 4  | 3  | 4  | 7  | 6  | 6  | 5  | 2  | 2  | 2  | 3  | 4  | 5  | 3  | 3  | 2  | 2  | 3  | 2  | 3  | 5  | 3  | 4  | 5  | 8  | 9  | 9  | 9  | 12 | 10 | 9  | 8  | 8  | 8  | 8  | 9  | 9  | 1       |           |
| Bastia        | 4  | 5  | 2  | 6  | 9  | 15 | 15 | 11 | 13 | 15 | 16 | 15 | 15 | 18 | 17 | 16 | 18 | 17 | 16 | 16 | 15 | 15 | 13 | 15 | 14 | 12 | 14 | 11 | 10 | 13 | 11 | 11 | 11 | 12 | 14 | 14 | 14 | 10 |         | 2         |
| Bordeaux      | 15 | 15 | 14 | 10 | 12 | 13 | 16 | 12 | 14 | 14 | 13 | 14 | 11 | 13 | 14 | 17 | 12 | 14 | 14 | 12 | 10 | 10 | 7  | 11 | 11 | 9  | 10 | 12 | 13 | 14 | 14 | 12 | 12 | 13 | 15 | 12 | 10 | 11 |         |           |
| Caen          | 6  | 3  | 6  | 9  | 5  | 4  | 7  | 6  | 3  | 3  | 3  | 5  | 3  | 3  | 2  | 2  | 3  | 4  | 4  | 5  | 7  | 7  | 5  | 6  | 8  | 10 | 7  | 4  | 6  | 7  | 6  | 8  | 9  | 9  | 9  | 10 | 8  | 7  |         |           |
| Guingamp      | 18 | 18 | 20 | 16 | 14 | 8  | 11 | 13 | 11 | 11 | 12 | 11 | 12 | 10 | 12 | 14 | 17 | 18 | 18 | 19 | 18 | 16 | 14 | 13 | 13 | 15 | 16 | 16 | 17 | 16 | 15 | 15 | 15 | 14 | 12 | 15 | 15 | 16 |         | 7         |
| Lille         | 18 | 16 | 16 | 12 | 13 | 14 | 13 | 16 | 12 | 13 | 15 | 16 | 16 | 17 | 18 | 18 | 13 | 11 | 11 | 13 | 14 | 14 | 15 | 14 | 15 | 13 | 12 | 15 | 14 | 9  | 9  | 7  | 7  | 6  | 6  | 6  | 6  | 5  |         | 3         |
| Lorient       | 11 | 12 | 15 | 18 | 17 | 10 | 9  | 10 | 9  | 9  | 9  | 9  | 7  | 9  | 9  | 9  | 8  | 8  | 8  | 9  | 12 | 12 | 12 | 12 | 12 | 14 | 13 | 10 | 12 | 11 | 13 | 14 | 13 | 11 | 13 | 16 | 16 | 15 |         | 1         |
| Lyon          | 10 | 7  | 12 | 5  | 6  | 7  | 4  | 8  | 6  | 6  | 4  | 2  | 2  | 2  | 4  | 4  | 5  | 6  | 9  | 6  | 9  | 9  | 11 | 10 | 6  | 5  | 5  | 3  | 3  | 4  | 4  | 3  | 2  | 3  | 2  | 2  | 2  | 2  |         |           |
| Marseille     | 17 | 19 | 13 | 15 | 11 | 12 | 12 | 15 | 16 | 16 | 14 | 12 | 13 | 12 | 11 | 8  | 9  | 9  | 10 | 11 | 8  | 8  | 10 | 8  | 10 | 11 | 11 | 13 | 11 | 10 | 12 | 13 | 14 | 15 | 16 | 13 | 13 | 13 |         | 1         |
| Monaco        | 2  | 6  | 8  | 13 | 8  | 11 | 10 | 9  | 10 | 10 | 8  | 6  | 9  | 6  | 7  | 6  | 4  | 3  | 2  | 3  | 2  | 2  | 2  | 2  | 2  | 2  | 2  | 2  | 2  | 2  | 2  | 2  | 3  | 2  | 3  | 3  | 3  | 3  |         |           |
| Montpellier   | 20 | 20 | 19 | 19 | 19 | 19 | 20 | 18 | 18 | 18 | 17 | 17 | 17 | 14 | 13 | 15 | 16 | 13 | 15 | 15 | 16 | 18 | 17 | 18 | 18 | 16 | 15 | 14 | 15 | 15 | 16 | 16 | 16 | 16 | 11 | 11 | 11 | 12 |         | 13        |
| Nantes        | 7  | 8  | 4  | 8  | 10 | 16 | 17 | 14 | 15 | 12 | 10 | 7  | 10 | 11 | 10 | 11 | 11 | 12 | 13 | 10 | 11 | 11 | 9  | 7  | 7  | 6  | 6  | 8  | 8  | 6  | 8  | 10 | 10 | 10 | 10 | 9  | 12 | 14 |         |           |
| Nice          | 16 | 13 | 9  | 11 | 15 | 9  | 8  | 7  | 8  | 5  | 6  | 8  | 6  | 4  | 6  | 5  | 7  | 5  | 5  | 4  | 4  | 3  | 4  | 3  | 3  | 3  | 3  | 5  | 4  | 3  | 3  | 5  | 4  | 4  | 4  | 5  | 4  | 4  |         |           |
| Paris SG      | 8  | 1  | 1  | 1  | 1  | 1  | 1  | 1  | 1  | 1  | 1  | 1  | 1  | 1  | 1  | 1  | 1  | 1  | 1  | 1  | 1  | 1  | 1  | 1  | 1  | 1  | 1  | 1  | 1  | 1  | 1  | 1  | 1  | 1  | 1  | 1  | 1  | 1  | 37      |           |
| Reims         | 2  | 2  | 7  | 2  | 3  | 5  | 5  | 4  | 7  | 8  | 11 | 13 | 14 | 15 | 15 | 12 | 14 | 15 | 17 | 17 | 17 | 17 | 18 | 16 | 16 | 17 | 17 | 17 | 16 | 17 | 17 | 17 | 17 | 17 | 18 | 18 | 19 | 18 |         | 5         |
| Rennes        | 13 | 9  | 5  | 3  | 2  | 2  | 3  | 3  | 4  | 7  | 7  | 10 | 8  | 8  | 8  | 10 | 10 | 10 | 7  | 8  | 6  | 4  | 6  | 9  | 9  | 7  | 8  | 6  | 5  | 5  | 5  | 4  | 5  | 7  | 7  | 7  | 7  | 8  |         |           |
| Saint-Étienne | 13 | 14 | 10 | 7  | 4  | 3  | 2  | 2  | 5  | 4  | 5  | 4  | 5  | 7  | 5  | 7  | 6  | 7  | 6  | 7  | 5  | 6  | 8  | 5  | 4  | 4  | 4  | 7  | 7  | 8  | 7  | 6  | 6  | 5  | 5  | 4  | 5  | 6  |         |           |
| Toulouse      | 4  | 10 | 11 | 14 | 16 | 17 | 14 | 17 | 17 | 17 | 18 | 19 | 19 | 19 | 19 | 19 | 19 | 19 | 19 | 18 | 19 | 19 | 19 | 19 | 19 | 19 | 19 | 19 | 19 | 19 | 19 | 19 | 19 | 19 | 19 | 19 | 17 | 17 |         | 26        |
| Troyes        | 9  | 11 | 17 | 17 | 18 | 18 | 18 | 19 | 19 | 19 | 20 | 20 | 20 | 20 | 20 | 20 | 20 | 20 | 20 | 20 | 20 | 20 | 20 | 20 | 20 | 20 | 20 | 20 | 20 | 20 | 20 | 20 | 20 | 20 | 20 | 20 | 20 | 20 |         | 34        |

En gras et italique, équipes comptant un match en retard :
- Lille-Nantes, match de la 7e journée, a été joué entre les 8e et 9e journées ;
- Nice-Nantes, match de la 9e journée, interrompu en début de deuxième mi-temps en raison des conditions climatiques, a été rejoué intégralement entre les 12e et 13e journées ;
- Bastia-Nantes, match de la 27e journée, a été joué entre les 29e et 30e journées ;
- GFC Ajaccio-Marseille, match de la 28e journée, a été joué entre les 29e et 30e journées ;
- Bordeaux-Paris SG, match de la 35e journée, a été joué entre les 37e et 38e journées.

### Buts marqués par journée
Ce graphique représente le nombre de buts marqués lors de chaque journée.

### Classement des buteurs
| #  | Buteur              | Club                   | Buts Note 1 | Pen. Note 1 | Pas. Note 2 | J Note 3 | Min. Note 4 | Pts. Note 5 |
| -- | ------------------- | ---------------------- | ----------- | ----------- | ----------- | -------- | ----------- | ----------- |
| 1  | Zlatan Ibrahimović  | Paris Saint-Germain    | 38          | 5           | 13          | 23       | 2549        | 67          |
| 2  | Alexandre Lacazette | Olympique lyonnais     | 21          | 2           | 2           | 14       | 2957        | 33          |
| 3  | Edinson Cavani      | Paris Saint-Germain    | 19          | 0           | 5           | 14       | 2309        | 38          |
| 4  | Michy Batshuayi     | Olympique de Marseille | 17          | 2           | 6           | 16       | 2935        | 26          |
| 5  | Wissam Ben Yedder   | Toulouse FC            | 17          | 2           | 4           | 13       | 2882        | 21          |
| 6  | Hatem Ben Arfa      | OGC Nice               | 17          | 5           | 6           | 12       | 2825        | 31          |
| 7  | Valère Germain      | OGC Nice               | 14          | 0           | 6           | 13       | 3105        | 28          |
| 8  | Benjamin Moukandjo  | FC Lorient             | 13          | 5           | 2           | 11       | 2225        | 19          |
| 9  | Ousmane Dembélé     | Stade rennais FC       | 12          | 1           | 5           | 9        | 1932        | 21          |
| 10 | Andy Delort         | SM Caen                | 12          | 4           | 2           | 12       | 3137        | 27          |

| Source : Classement des buteurs sur le site de la LFP 1 : Nombre de buts inscrits (+) avec nombre de pénaltys (-) 2 : Nombre de passes décisives (+) 3 : Nombre de matchs durant lequel le joueur a marqué (+) 4 : Temps de jeu total en minutes (-) 5 : Nombre de points du club du buteur (+) |

### Classement des passeurs
|    | Passeur               | Club                  | Pas. Note 1 | CPA. Note 1 | J Note 2 | Min. Note 3 |
| -- | --------------------- | --------------------- | ----------- | ----------- | -------- | ----------- |
| 1  | Ángel Di María        | Paris Saint-Germain   | 18          | 2           | 13       | 2122        |
| 2  | Zlatan Ibrahimović    | Paris Saint-Germain   | 13          | 0           | 11       | 2549        |
| 3  | Ryad Boudebouz        | Montpellier HSC       | 12          | 4           | 10       | 3242        |
| 4  | Nicolas de Préville   | Stade de Reims        | 9           | 4           | 8        | 2915        |
| 5  | Nabil Dirar           | AS Monaco             | 8           | 2           | 8        | 1547        |
| 6  | Billy Ketkeophomphone | Angers SCO            | 8           | 4           | 7        | 2686        |
| 7  | Jimmy Briand          | EA Guingamp           | 7           | 0           | 5        | 2935        |
| 8  | Rachid Ghezzal        | Olympique lyonnais    | 7           | 3           | 6        | 1593        |
| 9  | Wahbi Khazri Note 4   | Girondins de Bordeaux | 7           | 4           | 6        | 1579        |
| 10 | Giovanni Sio          | Stade rennais FC      | 6           | 0           | 6        | 2597        |

| Source : Classement officiel des passeurs 1 : Nombre de passes décisives (+) dont coups de pied arrêtés (-) 2 : Nombre de matchs durant lequel le joueur a effectué une ou plusieurs passes décisives (+) 3 : Temps de jeu total en minutes (-) 4 : Wahbi Khazri a quitté son club de Bordeaux et le championnat de France lors du mercato hivernal, avant la 23e journée. |

### Plus grosses affluences de la saison
| Rang | Match                                        | Journée | date     | Affluence |
| ---- | -------------------------------------------- | ------- | -------- | --------- |
| 1    | Olympique de Marseille - Paris Saint-Germain | J25     | 07.02.16 | 63 235    |
| 2    | Olympique lyonnais - AS Monaco               | J37     | 07.05.16 | 56 696    |
| 3    | Olympique lyonnais - Paris Saint-Germain     | J28     | 28.02.16 | 56 662    |
| 4    | Olympique de Marseille - Olympique lyonnais  | J06     | 20.09.15 | 56 194    |
| 5    | Olympique de Marseille - SM Caen             | J01     | 08.08.15 | 56 158    |
| 6    | Olympique lyonnais - Olympique de Marseille  | J22     | 24.01.16 | 56 105    |
| 7    | Olympique lyonnais - OGC Nice                | J34     | 15.04.16 | 55 744    |
| 8    | Olympique lyonnais - ES Troyes AC            | J20     | 09.01.16 | 55 168    |
| 9    | Olympique de Marseille - ES Troyes AC        | J03     | 23.08.15 | 54 056    |
| 10   | Olympique de Marseille - AS Saint-Étienne    | J27     | 21.02.16 | 50 570    |

### Affluences journée par journée
Ce graphique représente le nombre de spectateurs lors de chaque journée.
En 38 journées, les stades ont accueilli 7 939 638 spectateurs, soit une moyenne de 208 938 par journée et 20 894 par match.

## Événements de la saison
- Mai 2015 : le GFC Ajaccio accède pour la première fois de son histoire à l'élite.
- 1er août 2015 : le PSG continue sur la lancée de sa saison précédente en s'imposant 2-0 face à l'Olympique lyonnais au cours du Trophée des champions.
- 8 août 2015 : Marcelo Bielsa démissionne du poste d'entraîneur de l'Olympique de Marseille, à la suite de la défaite à domicile de son équipe face au Stade Malherbe de Caen (0-1), à l'occasion de la 1re journée de championnat. Son adjoint Franck Passi assure l'intérim. Le 19 août, l'espagnol Míchel prend le relais.
- 25 septembre 2015 : à la suite d'incidents lors du match OM-OL du dimanche 20 septembre, la commission de discipline de la Ligue de football professionnel sanctionne l'Olympique de Marseille par un huis clos partiel[Note 1], à titre conservatoire, et ce jusqu'au 15 octobre[14].
- 24 octobre 2015 : première victoire du Gazélec Football Club Ajaccio en Ligue 1 (3-1 contre l'OGC Nice).
- 11 novembre : le LOSC, alors seizième, ne comptant que deux victoires et la deuxième pire attaque du championnat (7 buts inscrits), met fin à sa collaboration avec Hervé Renard.
- 22 novembre 2015 : Frédéric Antonetti est nommé entraîneur de Lille.
- 3 décembre 2015 : au lendemain d'une défaite 3 à 0 face au Toulouse FC, Jean-Marc Furlan quitte son poste d'entraîneur de l'ES Troyes AC. Le club est alors dernier du championnat, sans victoire et à treize points du premier non-relégable. Cinq jours plus tard, Claude Robin est nommé au poste[15].
- 18 décembre : l'Espérance sportive Troyes Aube Champagne n'a toujours pas remporté la moindre victoire à la mi-saison, fait inédit dans le championnat de France.
- 23 décembre : Rolland Courbis démissionne de son poste d'entraineur au Montpellier HSC[16]. Au départ de celui-ci en décembre 2015, Pascal Baills prend en charge l'équipe première avec Bruno Martini.
- 24 décembre : Hubert Fournier, entraineur de l'Olympique lyonnais, est licencié par Jean-Michel Aulas à cause d'un début de saison très moyen marqué par une élimination de toute compétition européenne et une 9e place à la trêve, à 6 points du 2e. Il est remplacé par son adjoint Bruno Génésio[17].
- 20 janvier : Rolland Courbis remplace Philippe Montanier à la tête du Stade rennais, à la suite d'une défaite contre Bourg-Péronnas à domicile en 1/16e de finale de la Coupe de France. Courbis était présent à Rennes depuis 1 semaine en tant que conseiller du président.
- 9 janvier : inauguration du Parc Olympique Lyonnais.
- 23 janvier : Troyes signe sa première victoire de la saison à LOSC Lille (3-1), après 22 journées de championnat.
- 26 janvier : Frédéric Hantz devient entraineur de Montpellier à la suite du mauvais classement du club qui est 17e de Ligue 1.
- 28 janvier : Bastia limoge Ghislain Printant qui est remplacé par François Ciccolini[18].
- 4 février : lanterne rouge, l'ESTAC Troyes se sépare de son entraineur, Claude Robin, après une lourde défaite à Guingamp (4-0, soit le troisième revers en encaissant quatre buts en un mois). Le trio Mohamed Bradja, Michel Padovani et Olivier Tingry prend la relève de façon provisoire[19].
- 27 février : Dominique Arribagé démissionne de son poste d'entraîneur du Toulouse FC après une défaite 1-2 face au Stade Rennais dans le temps additionnel ou avant celui-ci Toulouse menait 1-0
- 28 février : le Paris Saint-Germain perd pour la première fois de la saison face à l'Olympique Lyonnais (2-1). Leur série d'invincibilité s'arrête après 36 matchs sans défaite en Ligue 1.
- 1er mars : Toulouse Football Club choisit comme entraîneur Pascal Dupraz pour tenter de se maintenir.
- 13 mars : le Paris Saint-Germain écrase Troyes sur le score de 9-0 et devient champion de France pour la 6e fois de son histoire.
- 14 mars : Bordeaux décide de limoger Willy Sagnol et de le remplacer par Ulrich Ramé[20].
- 20 mars : dans le choc entre le premier et le deuxième du classement, on assiste à la première défaite à domicile de Paris contre Monaco (0-2), qui met aussi un terme à une série d'invincibilité de 34 matchs à domicile.
- 2 avril : à la suite de sa défaite face au Angers SCO (0-1), Troyes  est officiellement relégué en Ligue 2 à l'issue de la 32e journée.
- 19 avril : l'Olympique de Marseille décide de limoger son entraîneur Míchel et de le remplacer par Franck Passi par intérim.
- 24 avril : à la suite du match ayant opposé l'Olympique de Marseille au FC Nantes (1-1), l'entraîneur de cette dernière équipe, Michel Der Zakarian annonce qu'il ne sera plus entraîneur du club la saison prochaine[21], confirmant les désaccords profonds qui l'oppose au président du FC Nantes, Waldemar Kita.
- 25 avril : à la suite de sa victoire 1-0 face au Football Club Sochaux-Montbéliard pour le compte de la 35e journée de Ligue 2, l'Association sportive Nancy-Lorraine retrouvera officiellement l'élite du football français la saison prochaine.
- 07 mai : lors de la 37e journée, l'Olympique lyonnais lamine l'AS Monaco sur le score de 6-1 et assure sa deuxième place, en bas du classement on assiste à la victoire de Toulouse face à Troyes et sort de la zone de relégation.
- Le même jour, du côté de la Beaujoire, Michel Der Zakarian fait ses adieux à la Tribune Loire et au public nantais. Cependant, le président du FC Nantes, Waldemar Kita, ordonne de monter le son de la sono lorsque l'entraîneur nantais est invité à s'exprimer devant son public. De plus, le 7 mai est l'anniversaire du président Kita et c'est en vengeance à la déclaration de MDZ le 24 avril au sujet de son départ du club, qu'il a ordonné ce coup. Cette action est relayée par les journalistes et suscite le tolé[22]. Encore une fois, l'histoire de Michel Der Zakarian avec Waldemar Kita, et plus généralement de tous les coachs étant passés sous sa direction, se finit mal.
- 14 mai : lors de la dernière journée, le Toulouse FC se maintient en Ligue 1 grâce à un exploit à Angers sur le score de 3 à 2, le Stade de Reims quant à lui est relégué en Ligue 2 malgré une victoire face à l'Olympique lyonnais 4 à 1.

### Nombre de relégations en Ligue 2
La LFP décide le 21 mai 2015 de réduire à deux le nombre de clubs de Ligue 1 relégués en Ligue 2 à l’issue de la saison 2015-2016 et des suivantes et confirme cette décision le 9 juillet 2015. Cette décision a été annulée par la Fédération française de football à la suite de réclamations de différents clubs professionnels notamment de Ligue 2 et un premier recours de la LFP pour suspendre cette annulation a été rejeté par le Conseil d’État pour défaut d’urgence de la requête de la LFP. Le Conseil d’État prononce sa réponse finale à la requête de la LFP le 13 janvier 2016 indiquant que ce n’est pas à lui de statuer s’il préférable de faire deux ou trois accessions/relégations ; ainsi, au moins pour la saison 2015-2016, le nombre de relégations en Ligue 2 reste de trois clubs de Ligue 1 comme les années précédentes. À partir de la saison prochaine, il y aura un match de barrages aller-retour entre le 18e de Ligue 1 et le 3e de Ligue 2.

## Bilan de la saison
- Meilleure attaque : Paris Saint-Germain (102 buts marqués)[25].
- Meilleure défense : Paris Saint-Germain (19 buts encaissés)[26].
- Premier but de la saison :  Lucas Moura   57e pour le Paris SG contre le Lille OSC (0-1), le 7 août 2015[27].
- Dernier but de la saison :  Zlatan Ibrahimović   89e pour le Paris SG contre le FC Nantes (4-0), le 14 mai 2016[28].
- Premier but contre son camp :  Jérémy Sorbon   89e de l'EA Guingamp en faveur du FC Nantes (1-0), le 8 août 2015[29].
- Premier penalty :  Hatem Ben Arfa   6e pour l'OGC Nice contre l'ES Troyes AC (3-3), le 15 août 2015[30].
- Premier but sur coup franc direct :  Martin Braithwaite   27e pour le Toulouse FC contre l'AS Saint-Étienne (2-1), le 9 août 2015[31].
- Premier doublé :  Cheikh Ndoye   2e   20e pour le Angers SCO contre le GFC Ajaccio (0-2), le 22 août 2015[32].
- Premier triplé :  Nabil Fékir   19e   44e   57e pour l'Olympique lyonnais (0-4) contre le SM Caen, le 29 août 2015[33].
- Premier carton rouge :  Adrien Rabiot    23e,  28e pour le Paris SG contre le Lille OSC (0-1), le 7 août 2015[34].
- But le plus rapide d'une rencontre :  Jimmy Briand   19e sec. pour l'EA Guingamp contre le FC Lorient (2-2), le 31 octobre 2015[35].
- But le plus tardif d'une rencontre :  Antoine Rabillard   90+6e pour l'Olympique de Marseille contre le LOSC Lille (1-1), le 29 janvier 2016[36].
- Plus jeune buteur de la saison :  Kylian Mbappé à l'âge de 17 ans et 2 mois pour l'AS Monaco contre l'ES Troyes AC (3-1), le 20 février 2016[37].
- Plus vieux buteur de la saison :  Benjamin Nivet à l'âge de 39 ans, 3 mois et 28 jours pour l'ES Troyes AC contre les Girondins de Bordeaux (2-4), le 30 avril 2016[38].
- Équipe concédant le plus grand nombre de pénaltys : Lille OSC[réf. nécessaire]
- Meilleure possession du ballon : Paris Saint-Germain (63 % de possession du ballon)[39].
- Plus grand nombre de ballons joués par une équipe lors d'une rencontre : Paris Saint-Germain avec 985 ballons joués contre l'AS Saint-Étienne (4-1), le 25 octobre 2015[40].
- Plus grand nombre de ballons joués par un joueur lors d'une rencontre :  Marco Verratti avec 156 ballons joués contre l'AS Saint-Étienne (4-1), le 25 octobre 2015[40].
- Plus grande possession du ballon lors d'une rencontre : Paris Saint-Germain avec 72 % de possession contre le SCO Angers (0-0), le 1er décembre 2015[41].
- Journée de championnat la plus riche en buts : 15e journée (35 buts)[42].
- Journée de championnat la plus pauvre en buts : 16e journée (13 buts)[42].
- Nombre de buts inscrits durant la saison : 960 buts
- Plus grand nombre de buts dans une rencontre : 9 buts.
  - 0-9 lors de ES Troyes AC - Paris Saint-Germain, le 13 mars 2016[43].
- Plus large victoire à domicile : 6 buts d'écart.
  - 6-0 pour l'Olympique de Marseille contre l'ES Troyes AC, le 23 août 2015[44].
  - 6-0 pour le Paris Saint-Germain contre le SM Caen, le 16 avril 2016[45].
- Plus large victoire à l'extérieur : 9 buts d'écart.
  - 0-9 lors de ES Troyes AC - Paris Saint-Germain, le 13 mars 2016[43].
- Plus grand nombre de buts en une mi-temps : 6 buts.
  - 2e mi-temps d'ES Troyes AC - Paris Saint-Germain (0-3, 0-9), le 13 mars 2016[43].
- Plus grand nombre de buts dans une rencontre pour un joueur : 4 buts.
  -  Zlatan Ibrahimović   46e   52e   56e   88e pour le Paris Saint-Germain contre l'ES Troyes AC (0-9), le 13 mars 2016[43].
- Doublé le plus rapide : en 49 secondes
  -  Benjamin Jeannot   47e   48e pour le FC Lorient contre le Toulouse FC (2-3), le 5 décembre 2015[46].
- Triplé le plus rapide : en 10 minutes
  -  Zlatan Ibrahimović   46e   52e   56e pour le Paris Saint-Germain contre l'ES Troyes AC (0-9), le 13 mars 2016[43].
- Les triplés de la saison :
  -  Nabil Fékir   19e   44e   57e pour l'Olympique lyonnais contre le SM Caen (0-4), le 29 août 2015[33].
  -  Alexandre Lacazette   41e   59e   90+3e pour l'Olympique lyonnais contre l'AS Saint-Étienne (3-0), le 8 novembre 2015[47].
  -  Wissam Ben Yedder   51e   66e   89e pour le Toulouse FC contre le Stade de Reims (1-3), le 9 janvier 2016[48].
  -  Ousmane Dembélé   1re   23e   45e pour le Stade rennais FC contre le FC Nantes (4-1), le 6 mars 2016[49].
  -  Zlatan Ibrahimović   46e   52e   56e pour le Paris Saint-Germain contre l'ES Troyes AC (0-9), le 13 mars 2016[43].
  -  Zlatan Ibrahimović   15e   34e   82e pour le Paris Saint-Germain contre l'OGC Nice (4-1), le 3 avril 2016[50].
  -  Hatem Ben Arfa   33e   41e   56e pour l'OGC Nice contre le Stade rennais (3-0), le 10 avril 2016[51].
  - Sofiane Boufal   19e   77e   85e pour le LOSC Lille contre le GFC Ajaccio (2-4), le 16 avril 2016[52].
  -  Edinson Cavani   13e   48e   58e pour le Paris Saint-Germain contre l'GFC Ajaccio (0-4), le 7 mai 2016[53].
  -  Alexandre Lacazette   9e   35e   81e pour l'Olympique lyonnais contre l'AS Monaco (6-1), le 7 mai 2016[4].
- Plus grand nombre de spectateurs dans une rencontre : 63 235 (Olympique de Marseille 1-2 Paris Saint-Germain, 7 février 2016)[54]
- Plus petit nombre de spectateurs dans une rencontre : 3 465 (GFC Ajaccio 2-2 Toulouse FC, 3 octobre 2015)[55]
- Plus grande série de victoires consécutives : 9 victoires pour le Paris Saint-Germain entre la 7e et la 15e journée, et entre la 17e et la 25e journée[56].
- Plus grande série de défaites consécutives : 7 défaites pour l'ES Troyes AC entre la 27e à la 33e journée[56].
- Plus grande série de matchs sans défaite : 27 matchs pour le Paris Saint-Germain entre la 1re et la 27e journée[56].
- Plus grande série de matchs sans victoire : 21 matchs pour l'ES Troyes AC entre la 1re et la 21e journée[56].
- Plus grande série de matchs avec au moins un but marqué : 15 matchs pour le Paris Saint-Germain entre la 1re et la 15e journée[56].
- Plus grande série de matchs sans but marqué : 5 matchs pour le GFC Ajaccio entre la 1re et la 5e journée[56].
- Plus grand nombre de victoires à l'extérieur sur une saison : 13 matchs pour le Paris Saint-Germain réalisé à la 30e journée. (série en cours)
- Plus grande série de matchs sans victoire à domicile : 14 matchs pour l'Olympique de Marseille entre la 5e et la 35e journée (série en cours).
- Champion d'automne : Paris Saint-Germain
- Champion : Paris Saint-Germain

## Parcours en coupes d'Europe

### Parcours européen des clubs
Le parcours des clubs français en coupes d'Europe est important puisqu'il détermine le coefficient UEFA, et donc le nombre de clubs français présents en coupes d'Europe les années suivantes.
| Club                   | Compétition         | Résultat              | Ultime(s) adversaire(s)  | Ultime(s) adversaire(s) | Ultime(s) adversaire(s) |
| ---------------------- | ------------------- | --------------------- | ------------------------ | ----------------------- | ----------------------- |
| Paris Saint-Germain    | Ligue des champions | Quart de finale       | Manchester City          | Manchester City         | Manchester City         |
| Olympique Lyonnais     | Ligue des champions | Phase de groupes (4e) | Zénith Saint-Pétersbourg | Valence CF              | La Gantoise             |
| AS Monaco              | Ligue des champions | Barrages              | Valence CF               | Valence CF              | Valence CF              |
| AS Monaco              | Ligue Europa        | Phase de groupes (3e) | RSC Anderlecht           | Tottenham Hotspur       | Qarabağ Ağdam           |
| Olympique de Marseille | Ligue Europa        | Seizième de finale    | Athletic Bilbao          | Athletic Bilbao         | Athletic Bilbao         |
| AS Saint-Etienne       | Ligue Europa        | Seizième de finale    | FC Bale                  | FC Bale                 | FC Bale                 |
| Girondins de Bordeaux  | Ligue Europa        | Phase de groupes (4e) | FC Rubin Kazan           | Liverpool FC            | FC Sion                 |

### Coefficient UEFA du championnat français
Le parcours des clubs français en UEFA est important puisqu'il détermine le coefficient UEFA, et donc les futures places en coupes d'Europe des différents clubs français.
Le classement UEFA de la fin de saison 2015-2016 donne le classement et donc la répartition et le nombre d'équipes pour les coupes d'Europe de la saison 2017-2018.
| Rang 2016 | Rang 2015 | Évolution     | Ligue      | 2011-2012 | 2012-2013 | 2013-2014 | 2014-2015 | 2015-2016 | Coefficient | Places en LC | Places en LC | Places en LC | Places en LE | Places en LE | Places en LE | Équipe en lice | Équipe en lice |
| Rang 2016 | Rang 2015 | Évolution     | Ligue      | 2011-2012 | 2012-2013 | 2013-2014 | 2014-2015 | 2015-2016 | Coefficient | PG           | TB           | T3           | PG           | TB           | T3           | LC             | LE             |
| --------- | --------- | ------------- | ---------- | --------- | --------- | --------- | --------- | --------- | ----------- | ------------ | ------------ | ------------ | ------------ | ------------ | ------------ | -------------- | -------------- |
| 1         | 1         | en stagnation | Espagne    | 20,857    | 17,714    | 23,000    | 20,214    | 20,071    | 101,856     | 3            | 1            | -            | 1            | 1            | 1            | 2              | 1              |
| 3         | 3         | 1             | Allemagne  | 15,250    | 17,928    | 14,714    | 15,857    | 15,857    | 79,606      | 3            | 1            | -            | 1            | 1            | 1            | 0              | 0              |
| 2         | 2         | 1             | Angleterre | 15,250    | 16,428    | 16,785    | 13,571    | 13,250    | 75,284      | 3            | 1            | -            | 1            | 1            | 1            | 0              | 1              |
| 4         | 4         | en stagnation | Italie     | 11,357    | 14,416    | 14,166    | 19,000    | 11,500    | 70,439      | 2            | 1            | -            | 1            | 1            | 1            | 0              | 0              |
| 5         | 5         | en stagnation | Portugal   | 11,833    | 11,750    | 9,916     | 9,083     | 10,333    | 52,915      | 2            | 1            | -            | 1            | 1            | 1            | 0              | 0              |
| 6         | 6         | en stagnation | France     | 10,500    | 11,750    | 8,500     | 10,916    | 11,083    | 52,749      | 2            | -            | 1            | 1            | 1            | 1            | 0              | 0              |
| 7         | 7         | en stagnation | Russie     | 9,750     | 9,750     | 10,416    | 9,666     | 11,500    | 51,082      | 1            | -            | 1            | 1            | 1            | 1            | 0              | 0              |

### Coefficient UEFA des clubs engagés en Coupe d'Europe
Ce classement est fondé sur les résultats des clubs entre la saison 2011-2012 et la saison 2015-2016. Il sert pour les tirages aux sort des compétitions européennes 2016-2017. Seuls les clubs français sont ici présentés.
- Ligue des champions 2015-2016
- Ligue Europa 2015-2016

| Rang 2016 | Rang 2015 | Évolution | Club                   | 11-12  | 12-13  | 13-14  | 14-15  | 15-16  | Coefficient |
| --------- | --------- | --------- | ---------------------- | ------ | ------ | ------ | ------ | ------ | ----------- |
| 7         | 11        | 4         | Paris Saint-Germain    | 9,100  | 27,350 | 26,700 | 23,183 | 26,183 | 112,516     |
| 27        | 25        | 2         | Olympique lyonnais     | 19,150 | 14,350 | 16,700 | 3,683  | 9,183  | 63,016      |
| 41        | 35        | 6         | Olympique de Marseille | 21,100 | 6,350  | 5,700  | 2,183  | 11,183 | 46,516      |
| 57        | 68        | 11        | AS Monaco              | 2,100  | 2,350  | 1,700  | 23,183 | 7,183  | 36,516      |
| 72        | 85        | 13        | Girondins de Bordeaux  | 2,100  | 14,350 | 3,700  | 2,183  | 6,183  | 28,516      |
| 79        | 114       | 35        | AS Saint-Étienne       | 2,100  | 2,350  | 3,200  | 7,1832 | 11,183 | 26,016      |